# فلم مسلسل

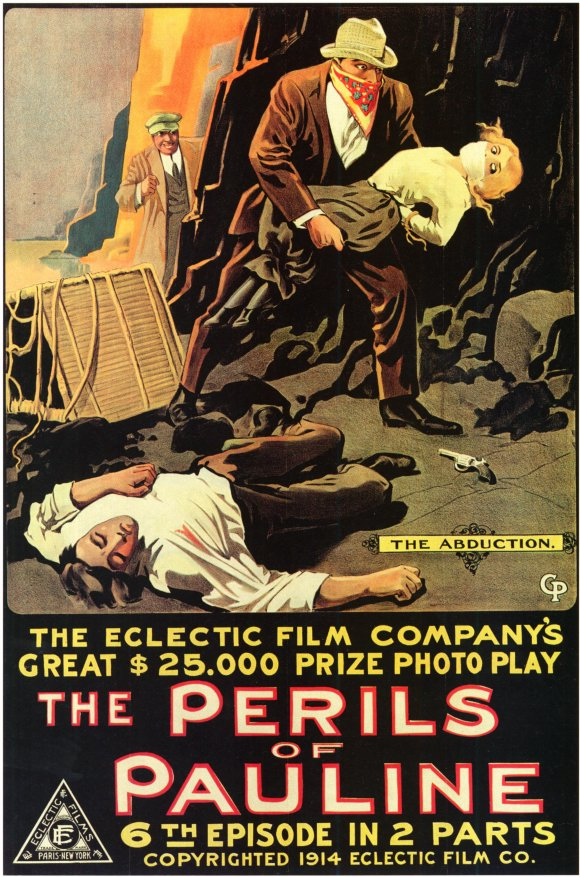

فيلم مسلسل (بالإنجليزية: Serial film) أو مسرحية فصل هو فيلم قصير كان يعرض في المسارح، كانت تعرض فيه أفلام الرسوم المتحركة والأفلام الأخبارية والأفلام الطويلة 